# Memóriahab

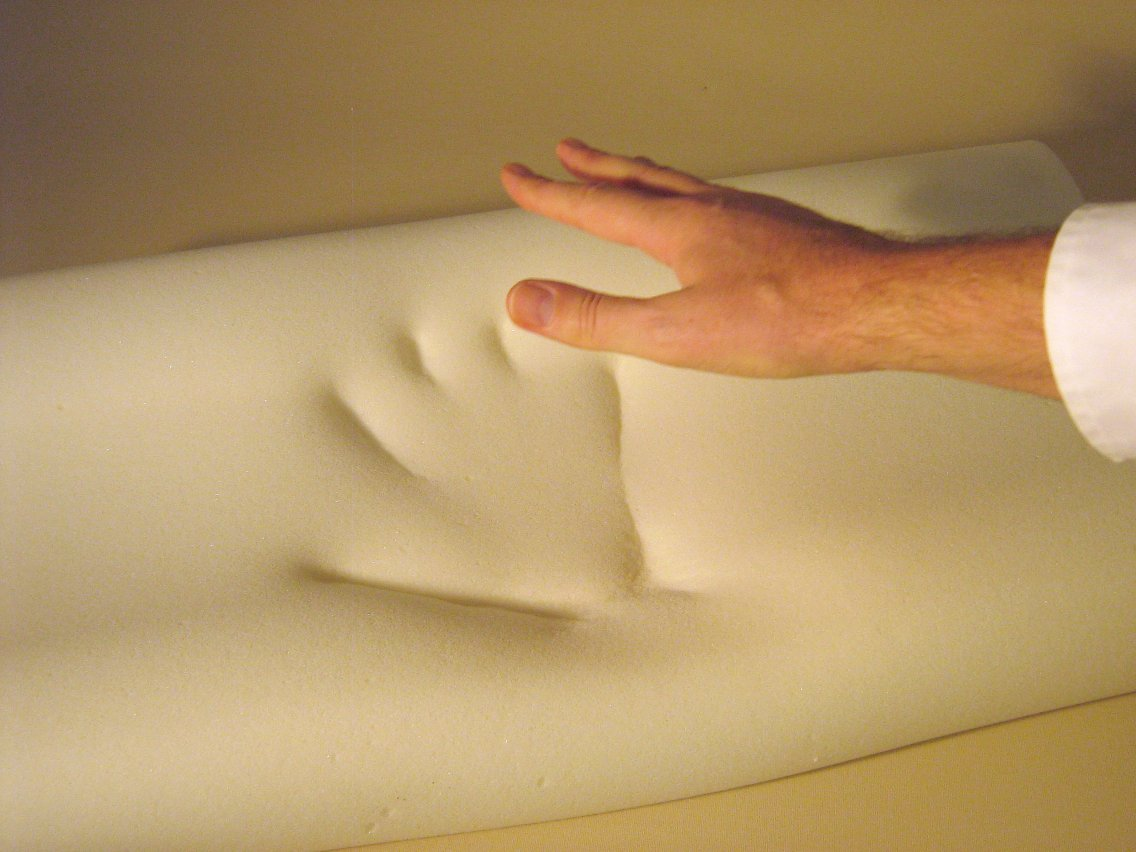
Memóriahab nyomás kifejtése után

A memóriahab (más néven emlékezőhab vagy "Memory Foam") egy úgynevezett, viszkoelasztikus poliuretánból készül. Ennek az oka, hogy hőmérséklet-érzékeny, és minél alacsonyabb a hőmérséklet, annál nagyobb viszkozitása (ellenáll a változásnak) van, míg a magasabb hőmérsékleten hajlamosabb a nagyobb rugalmasságra. Emellett nyomásra érzékeny. A memóriahab a legnagyobb áttörést jelentette az alvásiparban, amióta a Marshall rugók (zsákrugók) bevezetésre kerültek a matracokba 1925-ben.

## Története
A memóriahab története egészen az 1966-os évig nyúlik vissza, amikor is a NASA Kutatási Központ kifejlesztette azt. Ezzel az anyaggal párnázták ki az űrhajók belsejét, hogy a nyomáskülönbségeket kiegyenlítsék, ezzel is segítve az űrhajósok biztonságosabb utazását. A hőérzékeny memóriahabot eredetileg „lassú rugós habnak" nevezték el. Nyitott cellás struktúrájának köszönhetően hőre és nyomás hatására lágyul, és lassan nyeri csak vissza eredeti formáját. Yost – az egyik kutató – később megalapította a Dynamic System elnevezésű céget, mely a NASA-val együttműködve kereskedelmi forgalomba hozta a habanyagot, és az űrkutatáson kívül most már az orvostudomány és a sportszergyártók is használhatták az emlékezőhabot. 
Miután a Dynamic System eladta a memóriahabot a Bectonnak, a termékkínálat jelentősen bővült. Amikor a NASA bemutatta a nyilvánosságnak az emlékezőhabot az 1980-as évek elején, a Fagerdala World Foams vállalat volt az egyik csupán a néhány közül, akik hajlandók voltak a habanyaggal dolgozni, mivel a gyártási folyamat bonyolultnak és megbízhatatlannak bizonyult. Az 1991-ben megalkotott Tempur Pedic svéd matrac piacra kerülése végül ahhoz vezetett, hogy a Tempur nagyvállalat lett az emlékezőhab fő gyártója. Eleinte csak az egészségügyben használták ezeket a matracokat, olyan esetekben, amikor a beteg hosszú időre ágyba kényszerült. Egy idő után a sok ágyban töltött óra már egészségtelennek bizonyult, és a betegen megjelentek a felfekvések tipikus jelei. Mivel a páciensek bizonyos testrészei hosszabb ideig folyamatos nyomásnak voltak kitéve, így azon pontok vérellátása csökkent vagy akár leállt, nem véletlen tehát, hogy felfekvés alakult ki rajtuk, és üszkösödni kezdtek. Az emlékezőhabos matracok ezeket a felfekvéseket voltak hivatottak meggátolni, sikeresen.
A memóriahabot eleinte nem tudták széles körben kiterjeszteni, hiszen előállítása drága volt, de idővel olcsóbb lett. Ma már a leggyakoribb előfordulási helye a háztartásokban van, matracok, fedőmatracok és párnák sokasága készül ebből az anyagból. Orvosi célokra is kiváló lehetőséget nyújt, mint például kerekes székek ülőpárnáiként, vagy kórházakban párnaként és fedőmatracként, ahol a betegek sokáig tartó fájdalommal és testi problémákkal küzdenek. Példaként a memóriahabos nyakpárna megkönnyítheti a krónikus nyaki fájdalommal küzdők mindennapjait. Hőtartó tulajdonsága pedig segíthet azon személyek számára, akik fájdalmait a meleg enyhítheti. Sajnos ez a hőtartó tulajdonság nem minden esetben előnyös, ezért a gyártók kifejlesztettek egy második generációs emlékezőhabot, melynek cellaszerkezete már jóval nyitottabb, így légáteresztő képessége lényegesen javult. 2006-ban pedig megjelentek a harmadik generációs memóriahabok is.
A viszkoelasztikus gél, vagy memória gél elnevezésű anyag viszkoelasztikus hab és gél részecskék elegyéből tevődik össze, mely csökkenti a csapdába ejtett testhőmérsékletet, gyorsabban nyeri vissza eredeti formáját és lágyabb érzetet kölcsönöz a matracnak. Bár számos matracgyártó kísérletezett ezzel az anyaggal, a gél matracok csupán 2011-ben kezdtek népszerűvé válni. A gél emlékezőhab kidolgozása óta már számos más anyaggal is kísérletezni kezdtek. Aloe vera, zöld tea kivonat és aktív szén kombinációival csökkenteni tudják az emlékezőhab sajátságos illatát és kiváló aromaterápiás kezelésként szolgálnak alvás közben. A bambusz szálat pedig a matracok huzatába szőtték bele, hogy gyorsabban és könnyebben elpárologtathassa az izzadásunkkal által okozott nedvességet.

## Jótékony hatásai
A memóriahab a felhasználóknak számos előnnyel jár. A legnyilvánvalóbb, hogy csökkentett nyomás nehezedik a testre és a gerincre. Emellett a memóriahab-matracot használók már klinikailag is bizonyították, hogy a használat során egyre több az alvásnak az a ciklusa amikor az úgynevezett DELTA és Rapid-Eye Movement REM (ez a mély alvás, ilyenkor álmodunk) fázisa van, és a (Non-Rapid-Eye-Movement, NREM) lecsökkent, így egy jobb minőségű, pihentetőbb alvást kaptak. Más szóval, azt tapasztalhatjuk, hogy a memória hab matracon többet pihenünk kevesebb idő alatt , mint a hagyományos rugós és habmatracokon.
Allergiások részére, a memóriahab-matrac ilyenkor is különösen hasznos lehet, mert hipoallergén, alapanyagának köszönhetően távolt tartja a poratkákat. Az emlékező hab (Memory Foam) termékeket használók számára tehát jelentős előnyöket rejthet ez a hab, különösen azoknak, akik vérkeringése nem kielégítő, fibromyalgiában, ízületi bántalmakban, inszomniában(álmatlanság) vagy éppen csontritkulásban szenvednek.